# Conor Kostick
Conor Kostick (Chester, 26 de junho de 1964) é um historiador e escritor de ficção científica e fantasia irlandês (nascido na Inglaterra).

## Biografia
Ele vive em Dublin aonde ensina história medieval no Trinity College. Ele é autor de muitos artigos históricos, políticos e culturais. Em 1984 desenvolveu, junto com outros, o primeiro Live Action RPG do mundo, Treasure Trap.
A obra Epic (2004) é seu primeiro romance que entrou na lista do  International Board on Books for Young People de 2006 e na lista de "Melhores livros de fantasia para jovens de 2007". Esse livro vendeu mais de 100 mil cópias no mundo. A sequência de Épico é Saga, publicado na Irlanda em 2006.
Conor Kostick foi também o editor do jornal Socialist Worker na Irlanda e revisor da Revista: Journal of Music in Ireland. Ele foi duas vezes nomeado presidente da União dos Escritores Irlândeses.

## Obras

### The Avatar Chronicles
1. Epic (O'Brien Press, 2004) no Brasil: Épico (Galera Record, 2007)
2. Saga (O'Brien Press, 2009)
3. Edda (O'Brien Press, 2011)

A série não foi continuada no Brasil.

### Eternal Voyager(mini-ebooks)
- Kudos (Curses & Magic, 2015).
- Aliens (Curses & Magic, 2015).
- Revenge Upon the Vampyres (Curses & Magic, 2015).
- Dancers Beyond the Whorl of Time (Curses & Magic, 2015).
- The Siege of Mettleburg (Curses & Magic, 2015).
- The Murder Mystery (Curses & Magic, 2015).

É uma série de ficção científica.

### Outros
- The Book of Curses (O'Brien Press, 2007, Curses & Magic, 2013)
- Move (O'Brien Press, 2008)
- The Book of Wishes (Curses & Magic, 2013)

### Livros deNão Ficção
- Irish Writers Against War (2003)
- The Social Structure of the First Crusade (2008)
- Revolution in Ireland (2009)
- The Easter Rising, A Guide to Dublin in 1916 (2009)
- The Siege of Jerusalem (2009)
- Medieval Italy, Medieval and Early Modern Women (2010)
- The Crusades and the Near East: Cultural Histories (2010)
- Strongbow (2013)
- Michael O'Hanrahan (2015)